# Hypoptopoma gulare
Hypoptopoma gulare — вид риб з роду Hypoptopoma родини Лорікарієві ряду сомоподібні.

## Опис
Загальна довжина сягає 10,5 см. Голова сильно сплощена, нагадує лопату. Очі доволі великі, розташовані з боків голови. Рот являє собою своєрідну присоску. Позаду голови присутні широкі пластинки. Тулуб подовжений, хвостове стебло звужується. Спинний плавець доволі великий, високий, деякі види мають 1 жорсткий промінь. Грудні плавці довгі й помірно широкі. Черевні плавці дещо поступаються останнім. Хвостовий плавець усічений з виїмкою.
Забарвлення оливково-сіре з «сивиною» 1 темними плямами тулубом. Плавці з рідкими чорними плямами й рисками. Спинний та чорний плавці з чорною облямівкою.

## Спосіб життя
Є демерсальною рибою. Воліє до прісної води. Зустрічається серед прибережної рослинності. Вдень ховається серед плаваючого стебла. Активна вночі. Живиться м'якими водоростями.

## Розповсюдження
Мешкає у басейні річки Амазонка та в низов'ях річки Укаялі.